# ジャクソンビル・ジャンボシュリンプ
ジャクソンビル・ジャンボシュリンプ（Jacksonville Jumbo Shrimp）は、マイナーリーグ、AAA級インターナショナルリーグ東地区所属のプロ野球チーム。本拠地はフロリダ州ジャクソンビルにある121ファイナンシャルパーク。現在はMLB・マイアミ・マーリンズ傘下のチームとして活動している。

## 歴史
1962年、マイナーリーグAAA級のインターナショナルリーグに「ジャクソンビル・サンズ」として加盟。前身はAAA級のハバナ・シュガーキングス。
1968年、トミー・ジョン、ノーラン・ライアン、トム・シーバーなどその後メジャーリーグを代表する選手たちの活躍によって初優勝。
1969年は活動を休止し、翌1970年からサザンリーグに加盟した。
1985年、所属のメジャーリーグ球団がモントリオール・エクスポズになり、チーム名も「ジャクソンビル・エクスポズ」に改名。
1991年、シアトル・マリナーズ傘下になったため球団名が「ジャクソンビル・サンズ」に戻る。
2002年限りで本拠地のサミュエル・W・ウルフソン・ベースボールパークが解体したため、2003年から新球場のベースボール・グラウンズ・オブ・ジャクソンビルを本拠地としている。
2016年11月1日、2017年シーズンよりチーム名を「ジャクソンビル・ジャンボシュリンプ」（Jacksonville Jumbo Shrimp）に変更する旨が発表された。
2017年からの球場のフードメニューには、チーム名に合わせてエビ料理が多数登場している。
2021年、マイナーリーグの再編に伴い、マイアミ・マーリンズ傘下のAA級からAAA級に昇格。

## 選手名鑑

### 現役選手
| 投手 - -- ルーバート・アリアス (Luarbert Arias) - 43 ショーン・アームストロング (Shawn Armstrong) - 81 フアスカル・ブラゾバン (Huascar Brazoban) - 17 ジェフ・ブリガム (Jeff Brigham) - 25 パーカー・バグ (Parkar Bugg) - 75 グラント・デイトン (Grant Dayton) - 37 トミー・エヴェルド (Tommy Eveld) - 51 ジェイク・フィッシュマン (Jake Fishman) - -- ロバート・ガルシア (Robert Garcia) - 78 ジョーダン・ホロウェイ (Jordan Holloway) * - 97 ブライアン・マッケンナ （Brian McKenna） - 1 （マックス・マイヤー） (Max Meyer) - -- ブライアン・ミッチェル (Bryan Mitchell) - 29 ニック・ネイダート (Nick Neidert) * - 45 シクスト・サンチェス (Sixto Sanchez) * - 80 アネーリャス・ザバラ (Aneurys Zabala) | 投手 - -- ルーバート・アリアス (Luarbert Arias) - 43 ショーン・アームストロング (Shawn Armstrong) - 81 フアスカル・ブラゾバン (Huascar Brazoban) - 17 ジェフ・ブリガム (Jeff Brigham) - 25 パーカー・バグ (Parkar Bugg) - 75 グラント・デイトン (Grant Dayton) - 37 トミー・エヴェルド (Tommy Eveld) - 51 ジェイク・フィッシュマン (Jake Fishman) - -- ロバート・ガルシア (Robert Garcia) - 78 ジョーダン・ホロウェイ (Jordan Holloway) * - 97 ブライアン・マッケンナ （Brian McKenna） - 1 （マックス・マイヤー） (Max Meyer) - -- ブライアン・ミッチェル (Bryan Mitchell) - 29 ニック・ネイダート (Nick Neidert) * - 45 シクスト・サンチェス (Sixto Sanchez) * - 80 アネーリャス・ザバラ (Aneurys Zabala) | 捕手 - 8 サンティアゴ・チャベス (Santiago Chavez) - 54 ニック・フォーテス (Nick Fortes) * - 23 アレックス・ジャクソン (Alex Jackson) * 内野手 - 37 ウィリアンズ・アストゥディーヨ (Willians Astudillo) - 6 ブライソン・ブリグマン (Bryson Brigman) - 34 ルーウィン・ディアス (Lewin Diaz) * - 26 ジョー・デュナンド (Joe Dunand) - 9 エリック・ゴンザレス (Erik Gonzalez) - 18 チャールズ・ルブラン (Charles Leblanc) - 31 ロレンゾ・キンタナ (Lorenzo Quintana） - -- カルロス・サンティアゴ (Carlos Santiago) - -- コービー・ヴァンス (Cobie Vance) 外野手 - 21 ペイトン・バーディック (Peyton Burdick) - 14 ブライアン・デラクルーズ (Bryan De La Cruz) * - 6 デライノ・デシールズ・ジュニア (Delino Deshields Jr) - 95 レイパトリック・ディダー (Ray-Patrick Didder) - 92 ブライアン・ミラー (Brian Milller) - 4 ロマン・クイン (Roman Quinn) | 捕手 - 8 サンティアゴ・チャベス (Santiago Chavez) - 54 ニック・フォーテス (Nick Fortes) * - 23 アレックス・ジャクソン (Alex Jackson) * 内野手 - 37 ウィリアンズ・アストゥディーヨ (Willians Astudillo) - 6 ブライソン・ブリグマン (Bryson Brigman) - 34 ルーウィン・ディアス (Lewin Diaz) * - 26 ジョー・デュナンド (Joe Dunand) - 9 エリック・ゴンザレス (Erik Gonzalez) - 18 チャールズ・ルブラン (Charles Leblanc) - 31 ロレンゾ・キンタナ (Lorenzo Quintana） - -- カルロス・サンティアゴ (Carlos Santiago) - -- コービー・ヴァンス (Cobie Vance) 外野手 - 21 ペイトン・バーディック (Peyton Burdick) - 14 ブライアン・デラクルーズ (Bryan De La Cruz) * - 6 デライノ・デシールズ・ジュニア (Delino Deshields Jr) - 95 レイパトリック・ディダー (Ray-Patrick Didder) - 92 ブライアン・ミラー (Brian Milller) - 4 ロマン・クイン (Roman Quinn) |
| * 40人ロースター ** DL入り 2022年3月18日更新 [公式サイト(英語)より：ロースター 選手の移籍・故障情報] | | | |

## 過去に所属していた選手
- トム・シーバー
- ジェリー・クーズマン
- タグ・マグロウ
- ノーラン・ライアン
- フランク・ホワイト
- ランディ・ジョンソン
- ラリー・ウォーカー
- アレックス・ロドリゲス
- マック鈴木
- フアン・エンカーナシオン
- セス・グライシンガー
- ゲーブ・キャプラー
- ブランドン・インジ
- バッバ・クロスビー
- ジョナサン・ブロクストン
- ジェームズ・ローニー
- ラッセル・マーティン
- マット・ケンプ
- チャド・ビリングスリー
- クレイトン・カーショウ
- マーク・カナ
- ジャンカルロ・スタントン
- トム・コーラー
- A.J.ラモス
- デレク・ディートリック
- マーセル・オズナ
- クリスチャン・イエリッチ
- J.T.リアルミュート
- ホセ・フェルナンデス (右投手)
- アダム・コンリー
- ジャスティン・ニコリーノ